# ابو عمر، ادلب
ابو عمر (به عربی: أبو عمر) یک روستا در سوریه است که در ناحیه تمانعه واقع شده‌است. ابو عمر ۱٬۱۲۹ نفر جمعیت دارد.